# Liste der Baudenkmäler in Langweid am Lech
Auf dieser Seite sind die Baudenkmäler in der schwäbischen Gemeinde Langweid am Lech zusammengestellt. Diese Tabelle ist eine Teilliste der Liste der Baudenkmäler in Bayern. Grundlage ist die Bayerische Denkmalliste, die auf Basis des Bayerischen Denkmalschutzgesetzes vom 1. Oktober 1973 erstmals erstellt wurde und seither durch das Bayerische Landesamt für Denkmalpflege geführt wird. Die folgenden Angaben ersetzen nicht die rechtsverbindliche Auskunft der Denkmalschutzbehörde.

## Ensembles

### EnsembleGut Eggelhof

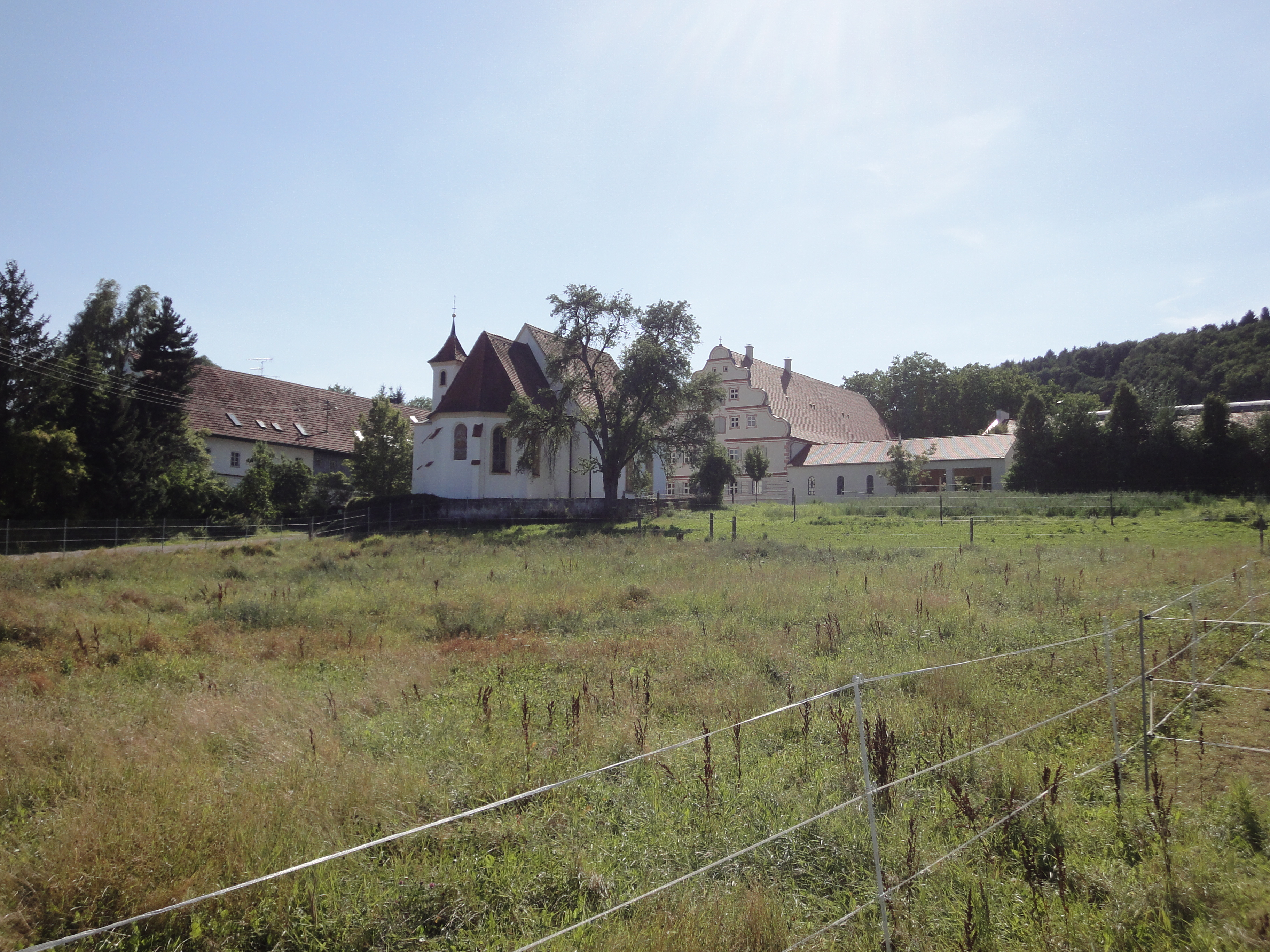

Das Ensemble umfasst den schon im 12. Jahrhundert genannten, später im Besitz des Augsburger Domkapitels befindlichen Gutshof. Er war bis zum 16. Jahrhundert Sitz eines domkapitelischen Amtes und befindet sich am Rande des Schmuttertales in eindrucksvoller Lage; die Baugruppe besitzt eine große Fernwirkung. Der nach Osten geöffnete dreiseitige Hof besteht aus dem stattlichen zweigeschossigen, um 1730 entstandenen und durch einen lebhaft geschweiften Spätbarockgiebel ausgezeichneten Gutshaus, aus einem weiteren stattlichen Wohngebäude mit Satteldach und einem Wirtschaftsgebäude. Die große Hofkapelle zur Schmerzhaften Muttergottes, östlich vor dem Gutshaus gelegen und das Ensemble beherrschend, erhebt sich über den Resten romanischer und vielleicht auch eines römischen Gebäudes; ihrem spätgotischen Chor fügte Joseph Meitinger 1765 ein barockes Langhaus an. Aktennummer: E-7-72-171-1.

## Baudenkmäler nach Ortsteilen

### Langweid
| Lage                                                               | Objekt                            | Beschreibung | Akten-Nr.     | Bild                      |
| ------------------------------------------------------------------ | --------------------------------- | --- | ------------- | ------------------------- |
| Augsburger Straße 18 (Standort)                                    | Schmiedeeiserner Ausleger         | Schmiedeeiserner Ausleger, um 1800. | D-7-72-171-1  | Schmiedeeiserner Ausleger |
| Augsburger Straße 28 (Standort)                                    | Pfarrhaus                         | zweigeschossiger Satteldachbau mit Voluten-Zwerchgiebel, von Jörg Wörle, 1680, Ende 19. Jahrhundert erneuert; ehemaliger Pfarrstadel, Satteldachbau mit Quertenne und Hackenschopf, 1779, innen verändert.                                | D-7-72-171-2  | weitere Bilder            |
| Augsburger Straße 32, 34 (Standort)                                | Katholische Pfarrkirche St. Vitus | Zentralbau mit östlichem Turm mit Spitzhelm, im ländlichen Klassizismus, von Johann Martin Pentenrieder, 1776/77, Chorturm mittelalterlich, Oberteil 1776; mit Ausstattung, Friedhofsmauer.                                               | D-7-72-171-3  | weitere Bilder            |
| Dillinger Straße (bei der Abzweigung des Schlehenweges) (Standort) | Grenzstein                        | Sandstein, bezeichnet 1611 und 1779 | D-7-72-171-5  | Grenzstein                |
| Lechwerkstraße 19 (Standort)                                       | Wasserkraftwerk der Lechwerke AG  | langgestreckte, durch Pilaster, Rundbogenfenster und weiß abgesetzte Zierelemente gegliederte Anlage mit zweigeschossigen, pavillonartigen Walmdachbauten an den Ecken, 1907/08, östliche Erweiterung 1938; über dem Lechkanal errichtet. | D-7-72-171-16 | weitere Bilder            |
| an der Straße nach Biberbach (Standort)                            | Bildstockkapelle                  | Satteldachbau mit gestelzter Rundbogennische und Figur des hl. Jakobus, 18./19. Jahrhundert. | D-7-72-171-4  | Bildstockkapelle          |

### Achsheim
| Lage                            | Objekt                                     | Beschreibung | Akten-Nr.     | Bild                                       |
| ------------------------------- | ------------------------------------------ | --- | ------------- | ------------------------------------------ |
| Bauernstraße (Standort)         | Lourdeskapelle                             | Rechteckbau mit halbrundem Schluss und Dachreiter, Ende 19. Jahrhundert. | D-7-72-171-11 | Lourdeskapelle                             |
| Feigenhofer Straße 2 (Standort) | Wegkapelle                                 | querrechteckiger Bau mit Korbbogenöffnung, 2. Hälfte 19. Jahrhundert; mit Ausstattung. | D-7-72-171-8  | weitere Bilder                             |
| Kirchweg 4 (Standort)           | Katholische Pfarrkirche St. Peter und Paul | Saalbau mit eingezogenem Chor und südlichem Turm mit Zwiebelhaube, Langhaus im Kern spätgotisch, Chor, Sakristei und Turm von Valerian Brenner, 1681/82, Verlängerung nach Westen durch Ignaz Paulus, 1751; mit Ausstattung. | D-7-72-171-10 | Katholische Pfarrkirche St. Peter und Paul |

### Eggelhof
| Lage                  | Objekt                                 | Beschreibung | Akten-Nr.     | Bild           |
| --------------------- | -------------------------------------- | --- | ------------- | -------------- |
| Eggelhof 2 (Standort) | Gutshaus                               | zweigeschossiger Satteldachbau mit geschweiftem Ostgiebel, Wohnteil und Stall unter einheitlichem Dach, um 1730.                                                                                                 | D-7-72-171-12 | Gutshaus       |
| Eggelhof 3 (Standort) | Kapelle zur Schmerzhaften Muttergottes | Saalbau mit eingezogenem Chor und südlichem Turm mit Zeltdach, Chor spätgotisch, 1488, Langhaus von Joseph Meitinger, 1765; mit Ausstattung: Fresken von Johann Baptist Enderle und Hochaltar aus dem Jahr 1692. | D-7-72-171-13 | weitere Bilder |

### Stettenhofen
| Lage                          | Objekt                             | Beschreibung | Akten-Nr.     | Bild                               |
| ----------------------------- | ---------------------------------- | --- | ------------- | ---------------------------------- |
| Gablinger Straße 6 (Standort) | Katholische Pfarrkirche            | Saalbau mit südwestlichem Turm, von Georg W. Barnert, 1959/65; mit bauzeitlicher und historischer Ausstattung.   | D-7-72-171-14 | Katholische Pfarrkirche            |
| Kapellenstraße (Standort)     | Kapelle zu den Vierzehn Nothelfern | Saalbau mit Pilastergliederung im Osten und westlichem Dachreiter mit Zwiebelhaube, 1697, verlängert um 1735–40. | D-7-72-171-15 | Kapelle zu den Vierzehn Nothelfern |